# Lingua persiana antica
La lingua persiana antica è una delle antiche lingue iraniche attestate (oltre all'avestico). Il persiano antico appare in primo luogo nelle iscrizioni, nelle tavolette di argilla e nei sigilli dell'era achemenide (c. dal 600 a.C. al 300 a.C.). Esempi di persiano antico sono stati trovati in quelli che sono oggi i territori dell'Iran, dell'Iraq, della Turchia e dell'Egitto. L'attestazione di gran lunga più importante è il contenuto delle iscrizioni di Bisotun (datate al 525 a.C.).

## Classificazione
L'antico persiano è un'antica lingua iranica e fa parte del gruppo linguistico iranico sud-occidentale. In qualità di lingua iranica, il persiano antico è anche membro del ramo indoiranico della famiglia linguistica indoeuropea. L'avestico, l'unica altra antica lingua iranica attestata, non appartiene alla stessa divisione geografica del persiano antico ed è tipologicamente distinta.

## Evoluzione linguistica
Verso la fine del IV secolo a.C., ovvero il tardo periodo achemenide, le iscrizioni di Artaserse II e di Artaserse III differivano abbastanza dalla lingua delle iscrizioni di Dario tanto da essere definite "persiano pre-medio" o "persiano post-antico". Poco dopo, il persiano antico si evolse nel medio persiano, che è a sua volta l'antenato nominale del neo-persiano.
Nella sua Persian Grammar, l'iranologo Gilbert Lazard afferma:
(Lazard, pp. 595-632)
Il medio persiano, a volte chiamato anche pahlavi, è una diretta continuazione dell'antico persiano, ed era usato come lingua ufficiale scritta del paese. Conseguentemente, il persiano moderno è una delle poche lingue indoeuropee che abbia una scrittura ancora esistente nella sua forma antica, media e moderna. Il confronto dell'evoluzione in ciascuno stadio della lingua mostra una grande semplificazione nella grammatica e nella sintassi. In realtà, secondo i documenti disponibili, la lingua persiana è una lingua iranica i cui tre stadi (antico, medio e nuovo) si sa che rappresentano tutti una sola lingua; in altre parole il neopersiano è un diretto discendente del medio e dell'antico persiano.

## Sostrati
L'antico persiano "presumibilmente" ha un sostrato di lingua medica. L'elemento medico è immediatamente identificabile perché non fu interessato dagli sviluppi che furono peculiari dell'antico persiano. Le forme mediche "si trovano solo in nomi personali o geografici [...] e alcune sono tipicamente del vocabolario religioso e così potrebbero, in linea di principio, essere influenzate dall'avestico." "Talvolta, si trovano sia forme mediche che antico persiane, il che dà all'antico persiano un aspetto piuttosto ambiguo ed incoerente: 'cavallo', ad esempio, è [attestato nell'antico persiano] sia asa (a. pers.) che aspa (med.)."

## Scrittura

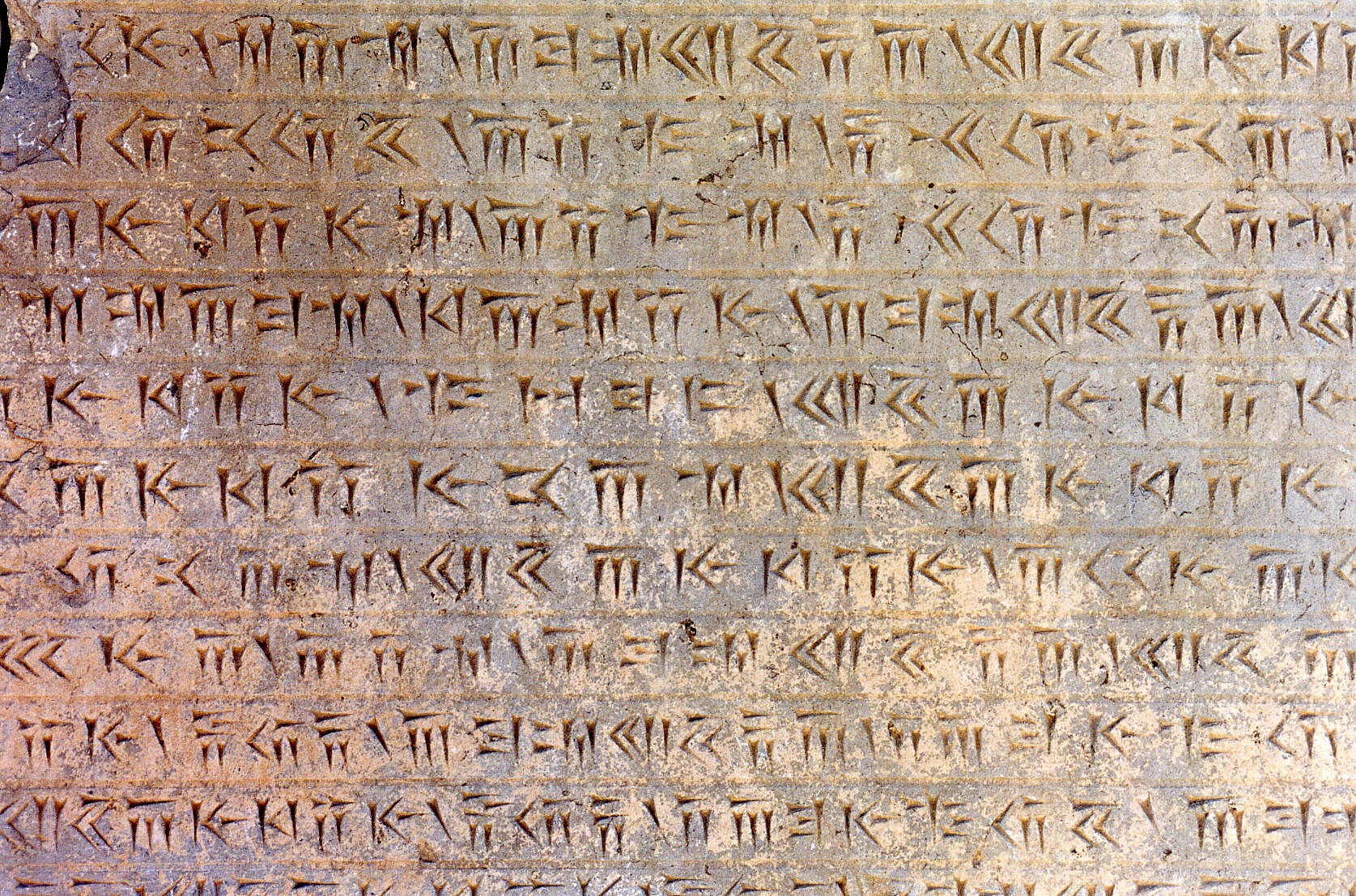
Iscrizione cuneiforme della Lingua persiana antica a Persepoli

Il persiano antico era scritto da sinistra a destra nell'antica scrittura cuneiforme persiana di tipo sillabico. L'antico cuneiforme persiano contiene 36 segni che rappresentano vocali e consonanti, 8 logogrammi e 3 segni che si possono combinare per rappresentare qualsiasi numerale, anche se solo alcuni numeri sono effettivamente attestati nelle iscrizioni.

## Fonologia
Nella scrittura persiana antica sono espressi i seguenti fonemi:
Vocali
- Lunghe: /aː/ /iː/ /uː/
- Brevi: /a/ /i/ /u/

Consonanti
|               | Labiale | Labiale | Dentale/ Alveolare | Dentale/ Alveolare | Palatale | Palatale | Velare | Velare | Glottidale | Glottidale |
| ------------- | ------- | ------- | ------------------ | ------------------ | -------- | -------- | ------ | ------ | ---------- | ---------- |
| Occlusiva     | p /p/   | b /b/   | t /t/              | d /d/              | c /c/    | j /ɟ/    | k /k/  | g /ɡ/  |            |            |
| Nasale        |         | m /m/   |                    | n /n/              |          |          |        |        |            |            |
| Fricativa     | f /f/   |         | θ /θ/              |                    | ç /ç/    |          | x /x/  |        | h /h/      |            |
| Sibilante     |         |         | s /s/              | z /z/              | š /ʃ/    |          |        |        |            |            |
| Rotica        |         |         |                    | r /r/              |          |          |        |        |            |            |
| Approssimante |         | v /ʋ/   |                    | l /l/              |          | y /j/    |        |        |            |            |

## Grammatica

### Sostantivi
Temi dell'antico persiano:
- temi in -a (-a, -am, -ā)
- temi in -i (-iš, iy)
- temi in -u (e in -au) (-uš, -uv)
- temi consonantici (n, r, h)

|             | -a           | -a      | -a        | -am          | -am     | -am       | -ā    | -ā      | -ā     |
| Singolare   | Duale        | Plurale | Singolare | Duale        | Plurale | Singolare | Duale | Plurale |        |
| ----------- | ------------ | ------- | --------- | ------------ | ------- | --------- | ----- | ------- | ------ |
| Nominativo  | -a           | -ā      | -ā, -āha  | -am          | -ā      | -ā        | -ā    | -ā      | -ā     |
| Vocativo    | -ā           | -ā      | -ā        | -am          | -ā      | -ā        | -ā    | -ā      | -ā     |
| Accusativo  | -am          | -ā      | -ā        | -am          | -ā      | -ā        | -ām   | -ā      | -ā     |
| Strumentale | -ā           | -aibiyā | -aibiš    | -ā           | -aibiyā | -aibiš    | -āyā  | -ābiyā  | -ābiš  |
| Dativo      | -ahyā, -ahya | -aibiyā | -aibiš    | -ahyā, -ahya | -aibiyā | -aibiš    | -āyā  | -ābiyā  | -ābiš  |
| Ablativo    | -ā           | -aibiyā | -aibiš    | -ā           | -aibiyā | -aibiš    | -āyā  | -ābiyā  | -ābiš  |
| Genitivo    | -ahyā, -ahya | -āyā    | -ānām     | -ahyā, -ahya | -āyā    | -ānām     | -āyā  | -āyā    | -ānām  |
| Locativo    | -aiy         | -āyā    | -aišuvā   | -aiy         | -āyā    | -aišuvā   | -āyā  | -āyā    | -āšuvā |

|             | -iš   | -iš     | -iš       | -iy   | -iy     | -iy       | -uš   | -uš     | -uš       | -uv   | -uv     | -uv    |
| Singolare   | Duale | Plurale | Singolare | Duale | Plurale | Singolare | Duale | Plurale | Singolare | Duale | Plurale |        |
| ----------- | ----- | ------- | --------- | ----- | ------- | --------- | ----- | ------- | --------- | ----- | ------- | ------ |
| Nominativo  | -iš   | -īy     | -iya      | -iy   | -in     | -īn       | -uš   | -ūv     | -uva      | -uv   | -un     | -ūn    |
| Vocativo    | -i    | -īy     | -iya      | -iy   | -in     | -īn       | -u    | -ūv     | -uva      | -uv   | -un     | -ūn    |
| Accusativo  | -im   | -īy     | -iš       | -iy   | -in     | -īn       | -um   | -ūv     | -ūn       | -uv   | -un     | -ūn    |
| Strumentale | -auš  | -ībiyā  | -ībiš     | -auš  | -ībiyā  | -ībiš     | -auv  | -ūbiyā  | -ūbiš     | -auv  | -ūbiyā  | -ūbiš  |
| Dativo      | -aiš  | -ībiyā  | -ībiš     | -aiš  | -ībiyā  | -ībiš     | -auš  | -ūbiyā  | -ūbiš     | -auš  | -ūbiyā  | -ūbiš  |
| Ablativo    | -auš  | -ībiyā  | -ībiš     | -auš  | -ībiyā  | -ībiš     | -auv  | -ūbiyā  | -ūbiš     | -auv  | -ūbiyā  | -ūbiš  |
| Genitivo    | -aiš  | -īyā    | -īnām     | -aiš  | -īyā    | -īnām     | -auš  | -ūvā    | -ūnām     | -auš  | -ūvā    | -ūnām  |
| Locativo    | -auv  | -īyā    | -išuvā    | -auv  | -īyā    | -išuvā    | -āvā  | -ūvā    | -ušuvā    | -āvā  | -ūvā    | -ušuvā |

Gli aggettivi sono declinabili in modo simile.

### Verbi
Voci

Attiva, Media (pres. tem. -aiy-, -ataiy-), Passiva (-ya-).
Sono attestate la maggior parte delle forme delle prime e terze persone. L'unica forma duale preservata è ajīvatam 'entrambi vissero'.
|          |           | Atematico | Tematico  |
| 'essere' | 'portare' |           |           |
| -------- | --------- | --------- | --------- |
| Sg.      | 1ª pers.  | aʰmiy     | barāmiy   |
| Sg.      | 3ª pers.  | astiy     | baratiy   |
| Pl.      | 1ª pers.  | aʰmahiy   | barāmahiy |
| Pl.      | 3ª pers.  | hatiy     | baratiy   |

|        |                     | Atematico | Tematico |
| 'fare' | 'essere, diventare' |           |          |
| ------ | ------------------- | --------- | -------- |
| Sg.    | 1ª pers.            | akunavam  | abavam   |
| Sg.    | 3ª pers.            | akunauš   | abava    |
| Pl.    | 1ª pers.            | akumā     | abavāmā  |
| Pl.    | 3ª pers.            | akunava   | abava    |

| Attivo | Medio  |
| ------ | ------ |
| -nt-   | -amna- |

| -ta- |

| -tanaiy |

## Lessico
| Proto-indoiranico | Persiano antico | Persiano medio | Persiano moderno | Significato                 |
| ----------------- | --------------- | -------------- | ---------------- | --------------------------- |
| *                 | Ahuramazda      | Ohrmazd        | Ormazd ارمزد     | Ahura Mazdā                 |
| *açva             | aspa            | asp            | asp اسب          | cavallo                     |
| *kāma             | kāma            | kām            | kām کام          | desiderio                   |
| *daiva            | daiva           | div            | div دیو          | Diavolo                     |
|                   | drayah          | drayā          | daryā دریا       | mare                        |
|                   | dasta           | dast           | dast دست         | mano                        |
| *bhāgī            | bāji            | bāj            | bāj باج/باژ      | tributo                     |
| *bhrātr-          | brātar          | brādar         | barādar برادر    | fratello                    |
| *bhūmī            | būmi            | būm            | būm بوم          | regione, terra              |
| *martya           | martya          | mard           | mard مرد         | uomo                        |
| *māsa             | māha            | māh            | māh ماه          | luna, mese                  |
| *vāsara           | vāhara          | Bahār          | bahār بهار       | primavera                   |
| stūpā             | stūnā           | stūn           | sotūn ستون       | colonna (collegato a stare) |
|                   | šiyāta          | šād            | šād شاد          | felice                      |
| *arta             | arta            | ard            | ord اُرد          | ordine                      |
| *draugh-          | drauga          | drōgh          | dorōgh دروغ      | Bugia                       |